# Ali Messaoud
Ali Messaoud (Amsterdam, 13 aprile 1991) è un allenatore di calcio ed ex calciatore olandese naturalizzato marocchino, di ruolo centrocampista.

## Carriera
Cresciuto nell'AZ, ha esordito in prima squadra nella stagione 2012-2013 disputando una partita in Eredivisie. Si trasferisce poi al Willem II con cui ottiene la promozione in Eredivisie al termine della stagione 2013-2014. Esordisce quindi nella massima serie del campionato olandese anche con il Willem II.

## Statistiche

### Presenze e reti nei club
Statistiche aggiornate al 28 maggio 2017
| Stagione          | Squadra           | Campionato        | Campionato | Campionato | Coppe nazionali | Coppe nazionali | Coppe nazionali | Coppe continentali | Coppe continentali | Coppe continentali | Altre coppe | Altre coppe | Altre coppe | Totale | Totale | Totale |
| Stagione          | Squadra           | Comp              | Pres       | Reti       | Comp            | Pres            | Reti            | Comp               | Pres               | Reti               | Comp        | Pres        | Reti        | Pres   | Reti   |        |
| ----------------- | ----------------- | ----------------- | ---------- | ---------- | --------------- | --------------- | --------------- | ------------------ | ------------------ | ------------------ | ----------- | ----------- | ----------- | ------ | ------ | ------ |
| 2011-2012         | Az Alkmaar        | E                 | 0          | 0          | CO              | 1               | 0               | UEL                | 0                  | 0                  | -           | -           | -           | 1      | 0      |        |
| 2012-2013         | Az Alkmaar        | E                 | 1          | 0          | CO              | 0               | 0               | UEL                | -                  | -                  | -           | -           | -           | 1      | 0      |        |
| Totale AZ Alkmaar | Totale AZ Alkmaar | Totale AZ Alkmaar | 1          | 0          |                 | 1               | 0               |                    | 0                  | 0                  |             | -           | -           | 2      | 0      |        |
| 2013-2014         | Willem II         | ED                | 36         | 10         | CO              | 1               | 0               | -                  | -                  | -                  | -           | -           | -           | 37     | 10     |        |
| 2014-2015         | Willem II         | E                 | 27         | 5          | CO              | 1               | 0               | -                  | -                  | -                  | -           | -           | -           | 6      | 0      |        |
| Totale Willem II  | Totale Willem II  | Totale Willem II  | 63         | 15         |                 | 2               | 0               |                    | -                  | -                  |             | -           | -           | 65     | 15     |        |
| 2015-2016         | Vaduz             | SL                | 22         | 1          | CL              | 3               | 1               | UEL                | 3                  | 0                  | -           | -           | -           | 28     | 2      |        |
| 2016-gen. 2017    | Vaduz             | SL                | 4          | 1          | CL              | 1               | 1               | UEL                | 2                  | 1                  | -           | -           | -           | 7      | 3      |        |
| Totale Vaduz      | Totale Vaduz      | Totale Vaduz      | 26         | 2          |                 | 4               | 2               |                    | 5                  | 1                  |             | -           | -           | 35     | 5      |        |
| gen.-giu. 2017    | NEC Nijmegen      | E                 | 13+4       | 1          | CO              | -               | -               | -                  | -                  | -                  | -           | -           | -           | 17     | 1      |        |
| Totale carriera   | Totale carriera   | Totale carriera   | 103+4      | 18         |                 | 7               | 2               |                    | 5                  | 1                  |             | -           | -           | 119    | 21     |        |

## Palmarès

### Club

#### Competizioni nazionali
- Eerste Divisie: 1

Willem II: 2013-2014
- Coppa dei Paesi Bassi: 1

AZ Alkmaar: 2012-2013
- Coppa del Liechtenstein: 1

Vaduz: 2015-2016